# Louis de Goÿs de Mézeyrac

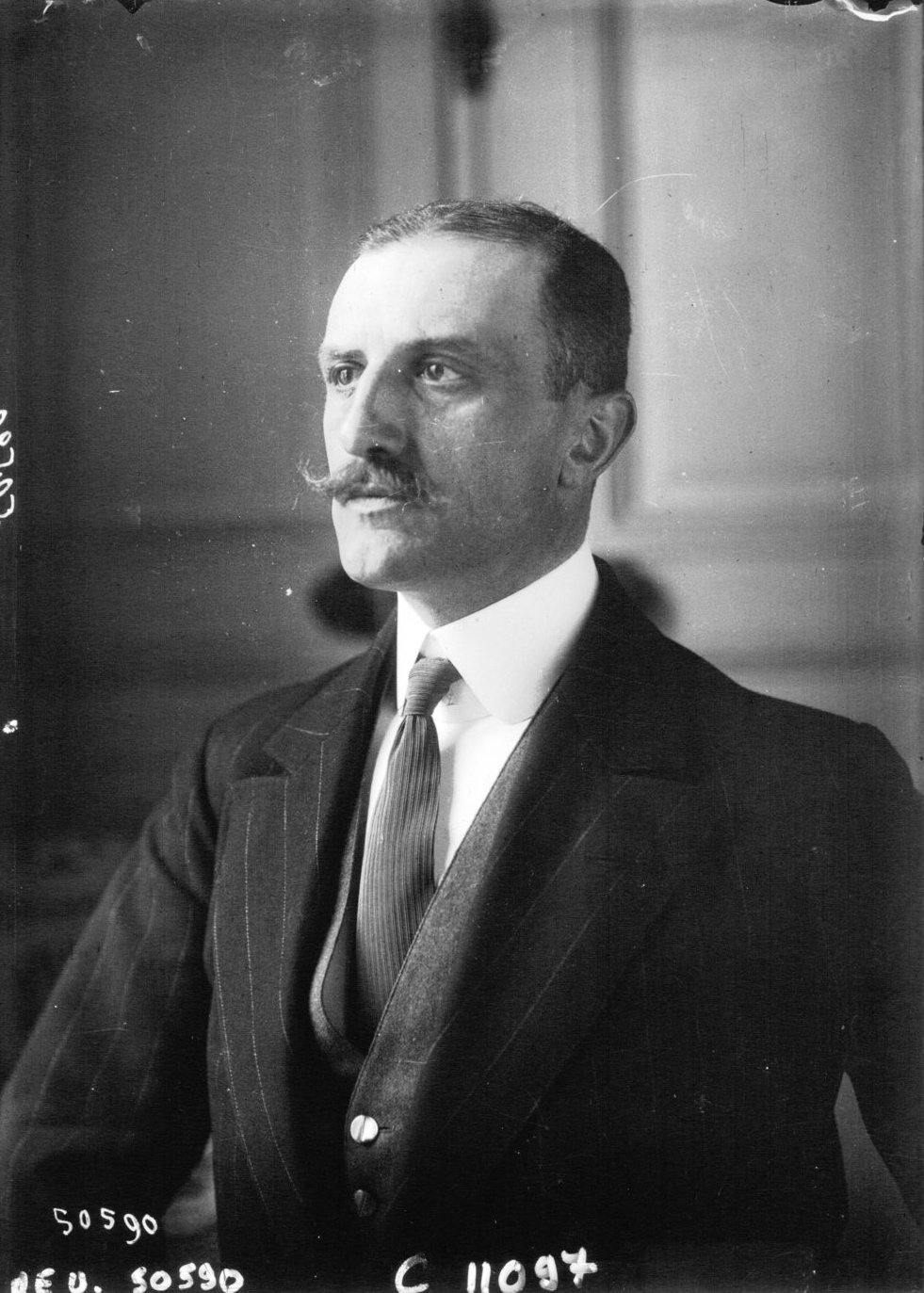
Louis de Goÿs de Mézeyrac

Louis Marie Joseph de Goÿs de Mézeyrac (* 24. April 1876 in Lyon; † 14. Juli 1967 in Paris) war ein französischer Offizier der Luftstreitkräfte und einer der ersten Generäle der Armée de l’air. Er gilt als „Vater“ der französischen Bombenfliegerkräfte.

## Leben
Goÿs, aus einer alten adligen Familie stammend, verbrachte seine Jugend im südfranzösischen Vias und erhielt 1895 von der Gemeinde eine Beihilfe, um in die Militärschule Saint-Cyr einzutreten. Er begann seine Militärkarriere als Infanterist im 153. Infanterieregiment in Toul und wurde 1910 zum Capitaine befördert. 1911 schloss er die Ausbildung des Aéro-Club de France als Zivil- und Militärpilot (Nr. 27) ab. In den folgenden Jahren bis zum Ersten Weltkrieg diente er in den Ballonsektionen von Versailles und Chalais-Meudon und als Adjutant in der angeschlossenen aeronautischen Inspektion. Im April 1914 wurde er in das Osmanische Reich geschickt, um an der Organisation des dortigen Militärflugwesens mitzuwirken. Er wurde im Juli des Jahres aufgrund der drohenden Kriegsgefahr zurückgerufen.
Im Oktober 1914 erfüllte er eine Mission des Oberkommandierenden, General Joseph Joffre, indem er eine Nachricht per Flugzeug an den belgischen König Albert I. überbrachte. Im November 1914 zum Commandant befördert, wurde er am 23. November mit der Aufstellung einer aus drei Staffeln bestehenden Bombergruppe, der Groupe de bombardement no 1 (GB1), beauftragt. Dieser erste Verband seiner Art in Frankreich war mit 18 Voisin-Bombern ausgerüstet und führte im Winter 1914/15 Angriffe auf Bahnhöfe und militärische Ziele in Lothringen durch. Als die Deutschen Ende April 1915 während der Zweiten Flandernschlacht erstmals in großem Umfang Chlorgas als Waffe einsetzten, flog Goÿs’ Verband am 26. Mai Vergeltungsangriffe auf die Badische Anilin- und Sodafabrik in Ludwigshafen, die Vorprodukte des Gases herstellte. Auf dem Rückflug setzte der Motor von Goÿs’ Maschine aus, der Pilot musste im Elsass notlanden und beide wurden gefangen genommen. Seine Kriegsgefangenschaft dauerte zweieinhalb Jahre, in welcher Zeit er sieben erfolglose Fluchtversuche unternahm. Im November 1917 glückte schließlich die Flucht aus Regensburg, von wo er sich in die Niederlande durchschlug.
Nach seiner Rückkehr erhielt Goÿs den Befehl über eine Ausbildungsgruppe, bei der er sich mit der neuen Breguet 14 vertraut machte. Ab April 1918 befehligte er die Groupe de bombardement no 4, ab Juni die aus einem Bombergeschwader und einem Jagdgeschwader bestehende Fliegerbrigade 1. Letztere kam unter anderem im Juli 1918 in der Zweiten Marneschlacht und in der anschließenden Hunderttageoffensive zum Einsatz. Nach dem Waffenstillstand wurde Goÿs zum Lieutenant-colonel befördert. 1919 unternahm er eine weitere Reise in die Türkei, um Hilfe beim Aufbau eines Flughafens zu leisten. 1921 wurde er Militärattaché im Königreich Rumänien. 1923 wurde er nach Frankreich zurückgerufen, um als Kabinettschef beim Staatssekretär für die Luftfahrt Laurent Eynac zu dienen. Anfang 1925 nahm er an einem Transsaharaflug, dem Raid Paris-Tchad, teil. Er war auch an der Einrichtung einer Wasserflugzeuglinie von Berre-l’Étang in Südfrankreich nach Antananarivo auf Madagaskar beteiligt.
Bei der Einrichtung des französischen Luftfahrtministeriums (Ministère de l’Air) 1928 diente der inzwischen zum Général de brigade beförderte Goÿs zunächst weiterhin unter dem zum Minister ernannten Eynac. Im folgenden Jahr wurde er zum Kommandeur der Pariser 2. Fliegerdivision (2e division aérienne) ernannt. 1933 wurde er Inspekteur der Luftstreitkräfte im metropolitanen Frankreich, als welcher er die Gründung der Armée de l'air 1934 erlebte. 1937 wurde er in die Reserve versetzt und während des Zweiten Weltkriegs nicht reaktiviert. Nach der Okkupation Frankreichs 1940 beteiligte er sich aktiv in einem Netzwerk der Résistance.
Er verstarb 1967 als ältester noch lebender Général d'armée aérienne im Alter von 91 Jahren.